# Protestantyzm w Chile

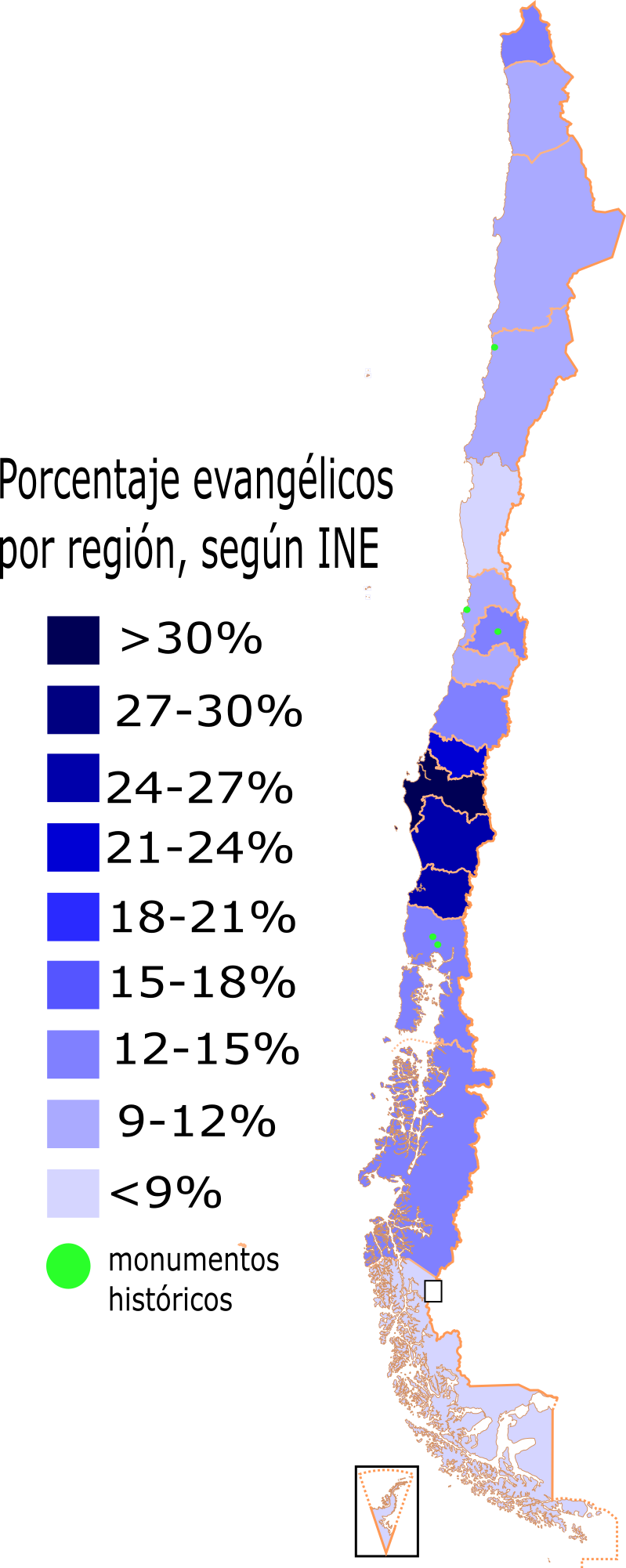
Mapa ukazująca udział procentowy protestantów w danym regionie Chile (2002)

Protestantyzm w Chile – jest wyznawany przez 15% społeczeństwa. Łącznie w kraju tym żyje 2,4 miliona protestantów zarówno ewangelickiej, jak i ewangelicznej tradycji wyznaniowej. Po raz pierwszy protestanci w Chile pojawili się w latach 40. XIX wieku. Byli to niemieccy imigranci, głównie wyznania ewangelicko-augsburskiego. Wraz z rozwojem protestantyzmu w tym kraju pojawili się także prezbiterianie, adwentyści, metodyści, zielonoświątkowcy oraz inne wyznania protestanckie. Zielonoświątkowcy stanowią 90% chilijskich protestantów.
Pierwsi misjonarze Kościoła Adwentystów Dnia Siódmego pojawili się w Chile w 1895 r. Obecnie w kraju tym żyje 126.814 adwentystów.
W 1909 r. powstał pierwszy kościół zielonoświątkowy Metodystyczno-Zielonoświątkowy Kościół Chile, który liczy obecnie około 300.000 wiernych, w 1945 r. od niego odłączył się Kościół Zielonoświątkowy Chile, który liczy ok. 125.000 wiernych.
Największe protestanckie denominacje według danych za rok 2010:
- Iglesia Evangélica Pentecostal – 435 664 wiernych
- Iglesia Metodista Pentecostal – 423 810
- Iglesia Evangélica Metodista Pentecostal – 137 762
- Iglesia Pentecostal de Chile – 137 762
- Iglesia Adventista del Séptimo Día – 119 130
- Iglesia Metodista Pentecostal Cristiana – 84 615
- Ejercito Evangélico de Chile – 56 000
- Iglesia del Señor – 43 300
- Congregación Evangélica de Fe Apostólica del Séptimo Día – 38 600
- Iglesia Pentecostal de Nacimiento Nuevo – 29 000
- Iglesia Misión Apostólica – 28 500
- Convención Bautista de Chile – 27 500
- Iglesia Apostólica Pentecostal – 24 300
- Corporación Iglesia del Señor – 23 500
- Corporación Evangélica de Vitacura – 22 741
- Iglesia de Dios – 21 400
- Iglesia Pentecostal Apostólica – 20 800